# Bahnhof Shin-Kōbe
Der Bahnhof Shin-Kōbe (jap. 新神戸駅, Shin-Kōbe-eki, wörtlich: Neuer Kōbe-Bahnhof) ist der Fernverkehrsbahnhof für Hochgeschwindigkeitszüge der Stadt Kōbe in Japan.

## Linien
Folgende Shinkansen-Linie führt von Shin-Ōsaka über Shin-Kōbe bis Hakata:
- JR San’yō-Shinkansen

Direkte Verbindung besteht über die Tōkaidō-Linie bis Tokio.
Von Sannomiya kommend bindet die
- U-Bahn-Linie Seishin-Yamate

den Bahnhof an das Stadtzentrum an und fährt ab hier als
- Hokushin-Linie

durch einen wiederum langen U-Bahn-Tunnel der Bahngesellschaft Hokushin Kyūkō Dentetsu in nördliche Stadtteile.

## Bauart und Gleise
Er ist ein Durchgangsbahnhof mit 2 Durchfahrtsgleisen.

## Geschichte und Lage
Der Bahnhof wurde mit dem Bau des San’yō-Shinkansen angelegt, da eine Streckenführung durch das dichte Stadtgebiet und ein Shinkansen-Halt am Bahnhof Sannomiya oder Kōbe unverhältnismäßig aufwändig gewesen wäre. Stattdessen wurden zwei lange Tunnel unter dem Rokkō-Massiv gebohrt, aus dessen Röhren die Gleise an dieser Stelle lediglich für die Länge der Bahnsteige ans Tageslicht treten. Der Rokkō-Eisenbahntunnel steht mit 16.250 m im Juli 2008 an Stelle 14 der längsten Eisenbahntunnel der Welt.
Mit dem knapp 5 km entfernten Flughafen Kōbe verbindet den Bahnhof Shin-Kōbe eine nahezu durchgehend gerade Straßenverbindung.
Eröffnung war am 15. März 1972.